# AAI RQ-7 Shadow
AAI RQ-7 Shadow este un vehicul aerian tactic fără pilot care a fost dezvoltat de producătorul american AAI Corporation pentru recunoaștere militară de zi și de noapte și este în producție din 1999.